# 鼻王龍屬
鼻王龍（屬名：Rhinorex）是一屬小貴族龍族的鴨嘴龍科恐龍，來自白堊紀晚期的猶他州尼爾森組（Neslen Formation），確切年代未定，根據發現地的河口灣沉積物判斷約是7500萬年前。系統發生學分析將他列為格里芬龍的近親。發現地與紀念區格里芬龍（Gryposaurus monumentensis）和格里芬龍未命名種（Gryposaurus sp.）非常接近，引起關於拉臘米迪亞動物區系理論的討論，鼻王龍可能比格里芬龍生活在更靠近沿海的地區。正模標本BYU 13258是一個部分但大部分關節連接的骨骼，包含頭骨、脊柱和部分骨盆。模式種是埋崖鼻王龍（Rhinorex condrupus）。屬名由希臘文的rhinos（鼻子）及拉丁文的rex（王者）組成，種名源自拉丁文的condo（埋葬，代表標本掩埋在岩石中）和rupes（懸崖，因為化石發現於猶他州的書崖Book Cliffs）。